# Харагун (Заларинский район)
Харагун (бур. Хара уhан — «чёрная вода») — деревня в Заларинском районе Иркутской области России. Входит в состав Черемшанского муниципального образования. Находится примерно в 65 км к западу от районного центра.

## Население
| 2002 | 2010 | 2011 | 2012 |
| ---- | ---- | ---- | ---- |
| 169  | ↘2   | →2   | →2   |

Гендерный состав
По данным Всероссийской переписи, в 2010 году в деревне проживали 2 человека (1 мужчина и 1 женщина).